# Thổ Nhĩ Kỳ chặn Wikipedia năm 2017
Từ ngày 29 tháng 4 năm 2017 đến ngày 15 tháng 1 năm 2020, Wikipedia đã bị chặn ở Thổ Nhĩ Kỳ. Vào ngày 29 tháng 4 năm 2017, chính quyền Thổ Nhĩ Kỳ đã chặn quyền truy cập Wikipedia trên khắp đất nước. Các lệnh cấm đã được áp đặt bởi Luật Thổ Nhĩ Kỳ, do bài viết của Wikipedia tiếng Anh về khủng bố do nhà nước tài trợ (trong phiên bản ngày 29 tháng 4 năm 2017), do Thổ Nhĩ Kỳ được mô tả là một quốc gia tài trợ cho Nhà nước Hồi giáo và Al-Qaeda. Tòa án Thổ Nhĩ Kỳ coi bài viết là một sự thao túng công khai của các phương tiện truyền thông. Yêu cầu của Cơ quan Công nghệ Thông tin và Truyền thông Thổ Nhĩ Kỳ để chỉnh sửa một số bài viết để tuân thủ luật pháp Thổ Nhĩ Kỳ đã không được thực hiện.

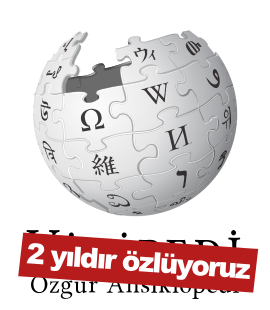
Logo sau lễ kỷ niệm hai năm lệnh cấm, với thông điệp "2 yıldır özlüyoruz" (vi)

Wikipedia tiếng Thổ Nhĩ Kỳ với thanh kiểm duyệt đè lên bài. Phiên bản logo này đã được sử dụng từ khi có lệnh cấm.

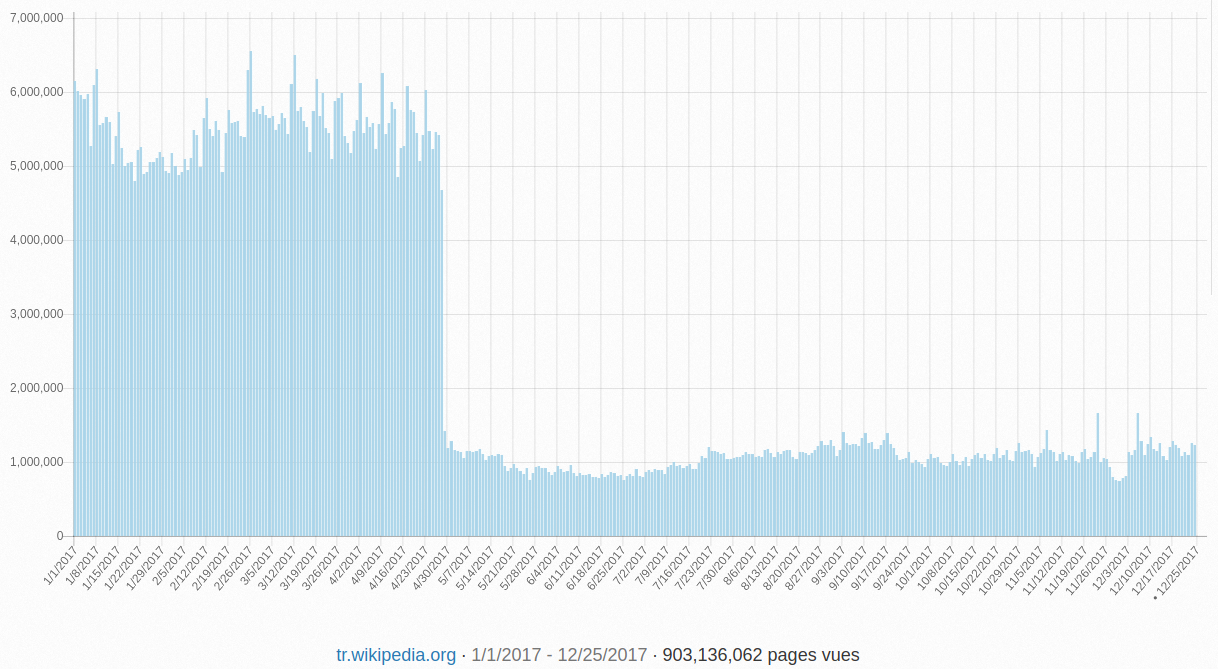
Một biểu đồ số lần xem trang cho Wikipedia Thổ Nhĩ Kỳ từ tháng 2 đến tháng 5 năm 2017 cho thấy một sự sụt giảm lớn khoảng 80% ngay sau khi khối này được áp đặt. Với nội dung của Wikipedia là mở, các trang web thay thế tiếp tục cung cấp thông tin được cung cấp bởi bách khoa toàn thư trực tuyến cho công chúng.

Giám đốc điều hành Wikimedia Foundation Katherine Maher cho biết vào tháng 5 năm 2018 rằng Quỹ "không chắc chắn tại sao vẫn còn lệnh cấm". Vào tháng 3 năm 2018, trang Facebook của Wikipedia đã đăng bài "Chúng tôi nhớ Thổ Nhĩ Kỳ" (tiếng Thổ Nhĩ Kỳ: Özledik) và thay thế thanh kiểm duyệt màu đen trên logo Wikipedia bằng một thanh màu đỏ
Vào ngày 26 tháng 12 năm 2019, Tòa án Hiến pháp Thổ Nhĩ Kỳ đã phán quyết rằng việc chặn Wikipedia là vi phạm nhân quyền và ra lệnh gỡ bỏ lệnh cấm. Vào ngày 15 tháng 1 năm 2020 lệnh cấm Wikipedia ở Thổ Nhĩ Kỳ đã được gỡ bỏ..

## Bối cảnh
Một số quốc gia đã cho rằng Thổ Nhĩ Kỳ vì đã tài trợ cho các nhóm phiến quân Hồi giáo ở Syria,al-Qaeda, Mặt trận al-Nusra. Vào tháng 10/2014, Phó Tổng thống Mỹ Joe Biden nói rằng '''Thổ Nhĩ Kỳ, Ả rập xê út và UAE đã đổ hàng trăm triệu USD và hàng chục nghìn tấn vũ khí vào bất cứ ai sẽ chiến đấu chống lại Al-Assad".
Sự việc xảy ra vào ngày 29 tháng 4 năm 2017, hai tuần sau cuộc trưng cầu dân ý hiến pháp Thổ Nhĩ Kỳ, được tổ chức vào ngày 16 tháng 4.
Vào ngày 29 tháng 4, thêm 3.974 công chức đã bị sa thải. Các phương tiện truyền thông và phóng viên bị nhắm đến; 190 cơ quan báo chí bị cấm và ít nhất 120 nhà báo bị bỏ tù Cùng với lệnh cấm Wikipedia và các chương trình trò chơi trên truyền hình, The New York Times mô tả động thái này là "một cuộc đàn áp đối với bất đồng chính kiến và tự do ngôn luận".

## Tuyên Bố chính thức
Trong tuyên bố của Cơ quan Công nghệ Thông tin và Truyền thông (BTK) bằng tiếng Thổ Nhĩ Kỳ và tiếng Anh trên Twitter :

- Nội dung nói rằng Thổ Nhĩ Kỳ hỗ trợ các tổ chức khủng bố vẫn chưa bị xóa khỏi Wikipedia bất chấp mọi nỗ lực.
- Không được phép chỉnh sửa các nội dung này với thông tin chính xác.
- Vì nó phát sóng với giao thức https, không thể chỉ chặn nội dung có liên quan.
- Vì lý do này, biện pháp này phải được áp dụng cho toàn bộ trang web.
- Các biên tập viên Wikipedia nên làm những gì cần thiết cho nội dung này và tương tự.

Người dùng trên cộng đồng trang Facebook của Wikimedia chính thức của Thổ Nhĩ Kỳ, một tuyên bố đã được đưa ra thay mặt cho Cộng đồng Wikipedia :
"Chúng tôi rất tiếc khi thấy rằng tất cả các phiên bản ngôn ngữ của Wikipedia, bao gồm cả tiếng Thổ Nhĩ Kỳ, đã bị chặn ở Thổ Nhĩ Kỳ kể từ 08:00 ngày hôm nay. Wikimedia Foundation, tổ chức điều hành tất cả các dự án Wikipedia, tiếp tục điều tra và đàm phán về chủ đề này. Chúng tôi thấy thật đáng tiếc khi dự án này, đang hoạt động để đảm bảo rằng mọi người đều có quyền truy cập miễn phí vào thông tin vô tư và phổ quát, không nhận được quảng cáo dưới bất kỳ hình thức nào và không phải là lợi nhuận và áp dụng khả năng kiểm chứng như một chính sách nội dung cơ bản, đã bị chặn. "

Giám đốc điều hành Wikimedia Foundation Katherine Maher đã kêu gọi chính phủ bỏ chặn:
Wikimedia Foundation kêu gọi chính phủ Thổ Nhĩ Kỳ khôi phục người dân Thổ Nhĩ Kỳ quyền truy cập đầy đủ vào Wikipedia và cho phép họ lấy lại cổ phần trong nguồn kiến thức miễn phí lớn nhất thế giới. Chúng tôi hiện đang đánh giá các cách thích hợp để kháng cáo quyết định này thông qua các tòa án Thổ Nhĩ Kỳ. Chúng tôi mời bạn tham gia lời kêu gọi của chúng tôi đến chính phủ Thổ Nhĩ Kỳ để tôn trọng quyền của công dân và bỏ chặn Wikipedia (#UnblockWikipedia).

## Khôi phục quyền truy cập
Sau quyết định của Tòa án Hiến pháp vào tháng 12 năm 2019, chính quyền Thổ Nhĩ Kỳ đã cho người dùng được quyền truy cập vào Wikipedia vào cuối ngày 15 tháng 1 năm 2020 . Quyết định này đã được chính thức công bố trên T.C. Resmî Gazete.
Ngày 26 tháng 12 năm 2019, Jimmy Wales, người sáng lập Wikipedia, đã ăn mừng quyết định này bằng cách đăng bài viết "Chào mừng trở lại, Thổ Nhĩ Kỳ!" với lá cờ Thổ Nhĩ Kỳ.
Ngày 16 tháng 1 năm 2020, Wikimedia Foundation đã đưa ra một tuyên bố :
Chúng tôi rất vui mừng rằng người dân Thổ Nhĩ Kỳ sẽ một lần nữa có thể tham gia vào cuộc trò chuyện toàn cầu lớn nhất về văn hóa và lịch sử của Thổ Nhĩ Kỳ trực tuyến và tiếp tục làm cho Wikipedia trở thành một nguồn thông tin sôi động về Thổ Nhĩ Kỳ và thế giới.— Wikimedia Foundation, press release (16 January 2020)

## Luật
Một vụ kiện bồi thường đã được đệ trình chống lại Cơ quan Công nghệ Thông tin và Truyền thông bởi luật sư Bilge Doğru với lý do "quyền truy cập thông tin bị hạn chế" do lệnh cấm Wikipedia trong 3 năm, nhưng trường hợp này đã bị Tòa án Hành chính Ankara từ chối với lý do "không có liên kết lợi ích".

## Xem thêm

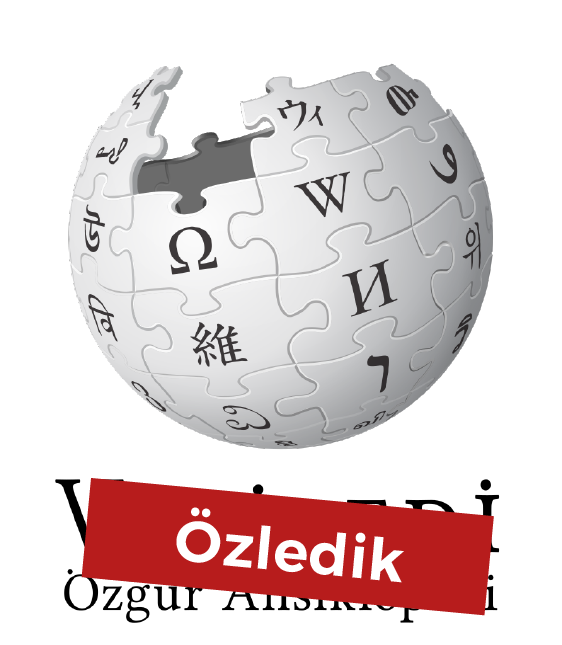
Logo được sử dụng trên Wikipedia tiếng Thổ Nhĩ Kỳ sau chiến dịch #WeMissTurkey